# Ищенко, Михаил Алексеевич
Михаил Алексеевич Ищенко (укр. Михайло Олексійович Іщенко; 19 мая 1950, Морозовск) — советский гандболист, играл на позиции вратаря, олимпийский чемпион 1976 года, серебряный призёр олимпийских игр 1980 года, участник олимпийских игр 1972 года (5 место). Чемпион мира 1982 года, серебряный призёр чемпионата 1978 года, чемпион мира среди студентов 1971 года. Заслуженный мастер спорта СССР (1976).
Провёл в составе сборной СССР 167 международных матчей, забросил 1 мяч.
Окончил Запорожский филиал Днепропетровского металлургического института (1975), инженер. Военнослужащий. На клубном уровне выступал за команды «Буревестник» (Запорожье), с 1976 года — ВС (Киев). Награждён орденом «Знак Почёта». Награждён Орденом «За заслуги» ІІІ степени (29.11.2002).